# Герб Бобрика (Броварський район)
Герб Бобрика — один з офіційних символів села Бобрик, Броварського району Київської області. Герб є промовистим.
Розроблені районною комісією символи затвердила V сесія Бобрицької сільської ради 3-го (ХХІІІ) скликання рішенням від 27 листопада 1998 року. Після зауважень і рекомендацій Українського геральдичного товариства проекти у робочому порядку доопрацював М. Юхта.

## Опис (блазон)
Щит розтятий, у правому пурпуровому полі — золота церква на острові, у лівому синьому – золотий бобер.
Щит вписаний у еклектичний картуш, увінчаний золотою сільською короною.

## Зміст
Бобер указує на назву села. Церква нагадує про козаків-переселенців, які колись збудували її на острові посеред болота Трубайла.
Золота корона з колосків означає сільський населений пункт.